# 奇胡夫
奇胡夫是波蘭的城鎮，位於該國南部，距離與斯洛伐克接壤的邊境約50公里，由小波蘭省負責管轄，面積14.08平方公里，海拔高度229米，鎮上的哥德復興式教堂建於1346年，2006年人口2,207。

## 外部連結
- Jewish Community in Czchów（页面存档备份，存于） on Virtual Shtetl

49°51′N 20°41′E / 49.850°N 20.683°E